# Choe Chang-sop
Chang Sop-choe (sinh ngày 18 tháng 7 năm 1955) là một vận động viên điền kinh người Cộng hòa Dân chủ Nhân dân Triều Tiên giải nghệ. Anh đã thi đấu trong cuộc thi Marathon tại Thế vận hội Mùa hè 1976 và Thế vận hội Mùa hè 1980.
Chang đã giành chiến thắng tại Giải Marathon Hòa bình Košice 1975 với thời gian 2 giờ, 15 phút và 47 giây. Chiến thắng của ông đánh dấu sự bắt đầu của việc chạy marathon ở Triều Tiên. Ông trở thành vận động viên vĩ đại nhất của Cộng hòa Dân chủ Nhân dân Triều Tiên thời điểm đó và nhận được danh hiệu Vận động viên có thành tựu trọn đời. Bộ phim mang tên "Run, Korea!" kể về cuộc đời và sự nghiệp của ông.
Mun Gyong-ae, vận động viên nữ tham gia nội dung Marathon, đã quyết tâm đưa Marathon trở lại thời kỳ đỉnh cao sau cuộc suy thoái vào cuối những năm 1980 và được so sánh với Chang.